# Атрезія
Атрезія (грец. άτρητος, лат. atretos — «без відкриття») — термін, що використовується для позначення вродженої або набутої оклюзії або відсутність продовження порожнистих органів або природних отворів тіла. Атрезія розвивається здебільшого у місцях складних процесів формування анатомічних трубок, отворів, проток (анус, дванадцятипала кишка поблизу фатерова соска, аорта, Боталова протока, тощо).
До часто уражених органів належать:
- Слухові ходи;
- Кишка (кишкова атрезія: анальна атрезія, дуоденальна атрезія, пілорична атрезія);
- Стравохід (атрезія стравоходу);
- Жовчні протоки (атрезія жовчовивідних шляхів);
- Піхва;
- Уретра;
- Серцеві клапани;
- Кровоносні судини;
- Хоани (дорсальне відкриття порожнини носа в носоглотку);
- Фолікулярна атрезія — атрофія або регресія фолікулів на будь-якій стадії життя жінки. Такі фолікули не здатні до овуляції. Атрезія фолікулів частіше всього виникає в певний період життя (фетальний, постнатальний, початок менархе).

Оскільки оклюзія порожнистого органу, безумовно, впливає на функцію, то в більшості випадків виникає серйозна клінічна картина, яка також може призвести до смерті.